# Wirtschaftsstruktur
Unter der Wirtschaftsstruktur versteht man in der Wirtschaftstheorie das Verhältnis der einzelnen Wirtschaftssektoren zueinander und zur Wirtschaft einer Region oder eines Staates.

## Allgemeines
Struktur ist in diesem Zusammenhang die Aufteilung (Disaggregation) einer Gesamtgröße in Teilgrößen, die in sich homogener sind als die Gesamtgröße. Wirtschaftsstruktur ist entsprechend die Aufteilung der Gesamtgröße „Volkswirtschaft“ in Teilgrößen der Entstehungsseite. Die Wirtschaftsstruktur nimmt eine Gliederung nach Branchen und Sektoren und ihre damit zusammenhängende innere (intrasektorale) und äußere (intersektorale) Verflechtung vor.
Die internationale Wirtschaftsstruktur ist in der klassischen Außenhandelstheorie das Ergebnis komparativer Vorteile. In den EU-Mitgliedstaaten und in Deutschland ist die Wirtschaftsstruktur durch Agglomeration und periphere Regionen gekennzeichnet.

## Klassische Wirtschaftsstruktur
Die klassische Wirtschaftsstruktur stammt maßgeblich von Colin Clark, der 1940 die Wirtschaft in drei Sektoren, nämlich Landwirtschaft/Fischerei/Forstwirtschaft mit abnehmenden Erträgen (primärer Sektor, bodenintensiv; im weiteren Sinne heute auch der Bergbau), Industrie mit zunehmenden Erträgen (sekundärer Sektor; kapitalintensiv) und Dienstleistungen (tertiärer Sektor, Residualsektor; arbeits-, personal- oder wissensintensiv) einteilte. Ein Sektor ist die Zusammenfassung von Wirtschaftssubjekten aufgrund gemeinsamer Merkmale. Entsprechend gibt es eine Agrarproduktion, Industrieproduktion und Bereitstellung von Dienstleistungen. Je nachdem, welcher Sektor vorherrscht, gibt es Agrarstaaten, Industriestaaten oder Dienstleistungsgesellschaften. 
Jean Fourastié hat diese Drei-Sektoren-Hypothese 1949 verfeinert und zeigte die Rolle auf, die der technische Fortschritt in den einzelnen Sektoren spielt. Technischer Fortschritt führe zur „Vergeistigung der Arbeit“, weil in der Produktionstechnik mehr Arbeitsvorbereitung, Organisation und Planung erforderlich werde. Während im Anfangsstadium der Industrialisierung die Konsumgüterindustrie vorherrscht, überwiegen Walther G. Hoffmann zufolge in den fortgeschrittenen Phasen der Industrialisierung die Kapitalgüterindustrien. Clark bezeichnete 1957 in der letzten Auflage seines Buchs die verbleibende Gruppe wirtschaftlicher Aktivitäten (Residualsektor) nicht mehr als tertiäre Produktion, sondern als „Dienstleistungsindustrie“ (englisch service industries) und zählte hierzu auch das Baugewerbe, Transport und Verkehr, Handel und Finanzierung, öffentliche Verwaltung und private Dienste.
Diese sehr grobe Gliederung vernachlässigt die Veränderungen innerhalb der Sektoren und berücksichtigt nicht den Einfluss der Staatsquote auf die Wirtschaftsstruktur.

## Arten
Es ist zu unterscheiden zwischen sektoraler und räumlicher Wirtschaftsstruktur. Strukturpolitik als Ganzes, also sektorale und regionale Strukturpolitik, ist ein Ausschnitt aus der Wirtschaftspolitik.

### Sektorale Wirtschaftsstruktur
Als sektorale Wirtschaftsstruktur bezeichnet man entweder die Anteile einzelner Wirtschaftssektoren am Bruttoinlandsprodukt oder die Verteilung der Erwerbstätigen auf diese Sektoren. Bei der sektoralen Wirtschaftsstruktur werden die Anteile einzelner Sektoren an der Bruttowertschöpfung, die Verteilung der Erwerbstätigkeit auf die verschiedenen Sektoren (sektorale Beschäftigungsstruktur) oder die Verteilung der Investitionen auf die Sektoren (sektorale Investitionsstruktur) untersucht. Unterschiedliches Wirtschaftswachstum in einzelnen Sektoren kann die sektorale Wirtschaftsstruktur verändern; Industrialisierung fördert die Industrie und lässt die Agrarproduktion sinken, Tertiarisierung fördert die Dienstleistungsgesellschaft zu Lasten der anderen Sektoren.

### Räumliche Wirtschaftsstruktur
Die räumliche Wirtschaftsstruktur betrifft die Verteilung der Sektoren in einem geografisch begrenzten Wirtschaftsraum. Dieser kann einen ganzen Staatenbund (etwa die Russisch-Belarussische Union) oder Staatenverbund (Europäischer Wirtschaftsraum) umfassen, einen einzelnen Staat, Regionen eines Staates (regionale Wirtschaftsstruktur, Regionalpolitik) oder die kommunale Wirtschaftsstruktur einer einzelnen Gemeinde.
Die EU-Regionalpolitik soll durch Verringerung des Strukturgefälles zwischen den einzelnen Regionen sowie durch die Förderung einer ausgewogenen räumlichen Entwicklung erfolgen. Dazu stehen beispielsweise Kohäsionsfonds, Regionalfonds, Sozialfonds oder Strukturfonds zur Verfügung. In Deutschland ist die Gemeinschaftsaufgabe Verbesserung der regionalen Wirtschaftsstruktur eine Gemeinschaftsaufgabe der Länder mit dem Bund, die nach Art. 91a GG durch Verbesserung der regionalen Wirtschaftsstruktur stattfindet. Landesentwicklungsprogramme wirken sich auch auf die Wirtschaftsstruktur aus. Regionale Strukturpolitik kann als der auf geographische Räume ausgerichtete Bereich der Strukturpolitik bezeichnet werden. Die kommunale Wirtschaftsförderung hat unter anderem zum Ziel, die kommunale Wirtschaftsstruktur zu optimieren, um die Gemeindesteuern zu stabilisieren oder zu erhöhen.

## Strukturwandel
Die Wirtschaftsstruktur ist keine Konstante, sondern als Ergebnis dynamischer Wirtschaftsprozesse einem ständigen Wandel unterworfen. Verändert sich die Wirtschaftsstruktur innerhalb von zwei Vergleichszeitpunkten, liegt ein Strukturwandel vor. Strukturwandel ist die „nachhaltige, über-konjunkturelle Veränderung der volkswirtschaftlichen Bedeutung der Sektoren sowie die Zahl und Intensität ihrer Verknüpfungen“.
Der sektorale Strukturwandel ergibt sich aus dem unterschiedlich starken Wirtschaftswachstum einzelner Wirtschaftszweige und vollzieht sich langfristig durch Verwandlung eines Agrarstaates zum Industriestaat (Industrialisierung) und schließlich durch Veränderung des Industriestaates zur Dienstleistungsgesellschaft (Tertiarisierung). Der regionale Strukturwandel entsteht durch Schwächen einer Region im Wettbewerb mit anderen vergleichbaren Regionen. In diesem Fall ist häufig die Schließung eines Großunternehmens oder Militärstandortes mit Auswirkungen auf Arbeitsmarkt, Wohnungsmarkt, Pro-Kopf-Einkommen, Subunternehmer und Zulieferer der Auslöser einer strukturellen Krise und Anlass eines Strukturwandels der Region (kommunale Konversion). Industrieller Strukturwandel vollzieht sich hauptsächlich durch internationalen Wettbewerb, der sich durch Kostenvorteile (Kostenführerschaft), Qualitätsvorsprünge (Qualitätsführerschaft), Vorsprünge in der Technologie (Technologieführerschaft), Know-how, gute Distributionsketten, Niedriglöhne in Niedriglohnländern oder Steuervorteile in Niedrigsteuerländern oder Steueroasen zeigen kann. 
Seit Beginn der 1990er Jahre greifen Europäische Union, Bund und Länder in einem für die Nachkriegsgeschichte höheren Ausmaß steuernd in den industriellen Strukturwandel ein. So interveniert die Europäische Kommission bei der zukunftsorientierten Gestaltung der Wirtschaftsentwicklung, um strukturschwache Regionen zu unterstützen und das europäische Wirtschaftsgefälle abzubauen.

## Bedeutung
Die Wirtschaftsstruktur ist ein wichtiger Bestimmungsfaktor der Leistungsbilanz eines Staates. Zahlungsbilanzdefizite könnten bereits in der ungünstigen Wirtschaftsstruktur einer Volkswirtschaft angelegt sein. Strukturwandel kann zu struktureller Arbeitslosigkeit und diese letztlich zu Strukturkrisen führen. Zu ihrer Korrektur sind staatliche Strukturanpassungsmaßnahmen erforderlich. Querschnittstechnologien, Schrittmachertechnologien oder Schlüsseltechnologien weisen ein hohes innovatorisches Potential auf und sind von großer Breitenwirkung auf die Wirtschaftsstruktur.

## Abgrenzung
Die Produktionsstruktur unterscheidet sich von der Wirtschaftsstruktur dadurch, dass erstere nur die Struktur der Produktion erfasst und nicht sämtliche ökonomischen Größen.